# Maracanthus chlamydatus
Maracanthus chlamydatus är en tvåhjärtbladig växtart som först beskrevs av Carlos Toledo Rizzini, och fick sitt nu gällande namn av J. Kuijt. Maracanthus chlamydatus ingår i släktet Maracanthus och familjen Loranthaceae. Inga underarter finns listade i Catalogue of Life.